# Il primo Halloween da Efelante
Il primo Halloween da Efelante (Pooh's Heffalump Halloween Movie) è un film del 2005 diretto da Saul Blinkoff ed Elliot M. Bour. È un film d'animazione direct-to-video di Winnie the Pooh, uscito direttamente in DVD il 13 settembre 2005, ed è il sequel di Winnie the Pooh e gli Efelanti. Il film contiene lo speciale televisivo Il grande Bu! (1996) nel quale, nell'edizione italiana, Tigro e Pimpi hanno dei doppiatori diversi dal resto del film. È l'ultimo film della serie iniziata nel 1977 con Le avventure di Winnie the Pooh, infatti Winnie the Pooh - Nuove avventure nel Bosco dei 100 Acri (2011) è da considerarsi un reboot del franchise. Fu anche l'ultima produzione in cui, nell'edizione originale, John Fiedler doppiò Pimpi, poiché l'attore morì il 25 giugno 2005, due mesi e mezzo prima dell'uscita del film, e senza aver potuto completare il suo lavoro, così Travis Oates lo sostituì nelle scene rimaste e diventò il nuovo doppiatore di Pimpi.

## Trama
È il primo Halloween di Effy insieme a Ro ed agli altri suoi nuovi amici nel Bosco dei Cento Acri. I protagonisti discutono i loro piani per Halloween e per la prima notte di Effy di "dolcetto o scherzetto" (cosa per lui nuova, in quanto gli Efelanti non hanno la festa di Halloween nella loro tradizione). A un certo punto Tigro racconta ai suoi amici una storia molto spaventosa che parla del terribile Follotto, un mostro che vivrebbe nell'Albero del Terrore, dopo la Caverna Spaventosa e la Discesa Scivolosa, ed uscirebbe ogni Halloween in cerca di povere vittime innocenti che trasforma in Jack-o'-lanterns, ma se venisse catturato potrebbe esaudire i desideri dei suoi rapitori. Tappo non ci crede e afferma che il Follotto non esiste, ma dopo che Pooh, vinto dalla fame, mangia tutti i loro dolci per il "dolcetto o scherzetto", Ro ed Effy (quest'ultimo si era inizialmente nascosto sotto il letto, spaventato dal racconto di Tigro) decidono di andare a catturare il Follotto per chiedergli altri dolci.
Quando Ro ed Effy raggiungono la presunta tana del Follotto (dove tutto è tranquillo, quindi i due pensano che il mostro non sia in casa), Effy perde tutto il coraggio che lo aveva animato fino a quel momento. Per rincuorarlo, Ro gli racconta la storia Il grande Bu!, in cui Pimpi aveva moltissima paura di tutto ciò che riguardava la notte di Halloween, ma alla fine, grazie all'aiuto degli amici, era riuscito a trovare il coraggio che gli mancava. Ro ritiene che, se un animaletto piccolo come Pimpi è riuscito a vincere le sue paure, anche Effy ne è in grado. Effy, rincuorato, aiuta Ro a costruire una trappola per il Follotto, ma alla fine i due fuggono dopo aver creduto che il Follotto stesse tornando. Effy si allontana da Ro, finisce bloccato nella trappola che loro stessi avevano preparato per il Follotto e si rattrista per essere rimasto solo, poiché Ro gli aveva promesso che non lo avrebbe lasciato solo. Ro intanto trova curiosamente una Jack-o'-lantern che ricorda le sembianze di Effy e si convince che l'amico sia stato catturato dal Follotto e trasformato in una testa di zucca, cosa che lo addolora.
Una volta tornato dagli altri (che stanno tentando di fare "dolcetto o scherzetto" usando delle verdure dell'orto di Tappo al posto dei dolci), Ro va con Pooh, Pimpi, Tigro, Ih-Oh e Tappo a catturare il Follotto e salvare Effy. Il gruppo arriva alla trappola e, sentendo dei rumori, crede che il Follotto sia stato intrappolato e pensa di chiedergli dei dolci, ma Ro, rivolgendosi idealmente al mostro, dice che tutto ciò che vuole è riavere indietro il suo amico Effy. Sentendo la voce di Ro, Effy si sente motivato e riesce così a sfondare la trappola per liberarsi.
Il gruppo va finalmente a chiedere "dolcetto o scherzetto" e Kanga organizza una festa di Halloween per gli amici; in essa si trovano alcune Jack-o'-lanterns che Kanga ha scolpito con le sembianze di tutti, ma quella di Effy manca. Kanga spiega di aver perso la Jack-o'-lantern di Effy, dicendo che potrebbe esserle caduta inavvertitamente dalla carriola mentre la stava trasportando a casa: così si chiarisce l'equivoco che ha scatenato l'avventura e tutti gli abitanti del Bosco dei Cento Acri possono finalmente godersi la festa di Halloween.

## Doppiaggio
| Personaggio     | Doppiatore originale                                   | Doppiatore italiano                                                               |
| --------------- | ------------------------------------------------------ | --------------------------------------------------------------------------------- |
| Ro              | Jimmy Bennett                                          | Alex Polidori                                                                     |
| Ih-Oh           | Peter Cullen                                           | Paolo Buglioni                                                                    |
| Winnie the Pooh | Jim Cummings                                           | Marco Bresciani                                                                   |
| Tigro           | Jim Cummings                                           | Luca Biagini Gil Baroni (in Il grande bu!)                                        |
| Pimpi           | John Fiedler                                           | Luca Dal Fabbro (voce) Stefano Rinaldi (canto) Fabrizio Vidale (in Il grande bu!) |
| Tappo           | Ken Sansom                                             | Valerio Ruggeri (voce) Mino Caprio (canto)                                        |
| Kanga           | Kath Soucie                                            | Aurora Cancian                                                                    |
| Effy            | Kyle Stanger                                           | Manuel Meli (voce) Giulia Luzi (canto)                                            |
| De Castor       | Travis Oates Michael Gough (in Il grande bu!)          | Edoardo Nevola Massimo Lodolo (in Il grande bu!)                                  |
| Narratore       | David Ogden Stiers John Rhys-Davies (in Il grande bu!) | Michele Kalamera                                                                  |

## Edizioni home video

### DVD
La prima edizione DVD del film è uscita in Italia il 20 ottobre 2005.